# داني هاي
داني هاي (بالإنجليزية: Danny Hay)‏ (15 مايو 1975 بأوكلاند في نيوزيلندا - ) هو لاعب كرة قدم نيوزلندي في مركز الدفاع. شارك مع منتخب نيوزيلندا لكرة القدم. أما مع النوادي، فقد لعب مع ليدز يونايتد ونادي برث غلوري ونادي والسول ووايتاكيري يونايتد وWaitakere City FC ‏ وسنترال يونايتد وGreen Bay-Titirangi United SC ‏ وNew Zealand Knights FC ‏.

## وصلات خارجية
- داني هاي على موقع الاتحاد الدولي (مؤرشف)  (الإنجليزية)
- داني هاي على موقع قاعدة بيانات كرة القدم.إي يو (الإنجليزية)
- داني هاي على موقع ناشيونال فوتبول تيمز (الإنجليزية)
- داني هاي على موقع Soccerway.com (الإنجليزية)
- داني هاي على موقع عالم كرة القدم.نت (الإنجليزية)
- داني هاي على موقع أوليمبيديا (الإنجليزية)